# 入金機
入金機（にゅうきんき）は、硬貨、紙幣等を入金するための機械である。銀行等で使われるATMを入金専用にしたものといえる。入金専用の金庫として利用される。

## 使用事例
従来は、スーパーマーケット、鉄道等の駅など、現金の売り上げが多い事業所で用いられてきたが、近年では、外食、物販などのチェーンストアなどにも広がりを見せてきている。また、銀行の大規模な本支店に設置されているケースもある。一旦入金機に入金した現金は取り出せないため、盗難防止策としてはベストである。また、釣銭として必要な現金を除いて入金するので盗難が発生した場合でも被害を少なくできる。また、通常の金庫では従業員が開け閉めできることが多いため「内部犯行による盗難」が発生する場合があるが、入金機の場合現金の取り出し自体ができないため内部犯行による盗難防止にも有利である。

## 使用方法
売上金を入金機に投入する。一旦入金した現金は再び取り出すことはできない。汚損した紙幣、変形した硬貨などは入金できない。また機械が偽造と判断した紙幣等も入金できないようになっている。
- 警備会社に警備輸送を依頼している場合、入金した現金は警備会社の管理下となるケースが多く（一部使用方法、契約条件によっては例外もある）盗難（たとえば入金機ごと持ち去られるなど）が発生した場合は警備会社が負担することになる（警備会社の契約している盗難保険を使う）。

## 現金の回収
入金機に入金すると、入金額・金種別枚数等を記したレシート（ジャーナル）が発行され、入金データが警備会社にオンラインで伝送される（但し、オンラインによるデータ送信を利用せずジャーナル出力のみというユーザーもある）。
入金後は警備会社の管理となる。取り扱い額の規模にもよるが、一日一回 - 週一回程度警備会社が入金機に内蔵された現金収納用の金庫カセットを交換に来る。（正月等の場合は来ない警備会社もある。入金機の収納容量を考慮し回収回数は決定される）。この金庫カセットは現場の警備員が開けることはできないようになっている。未開封の状態で警備会社に運ばれる。

## 現金の精査
入金機によって一度チェックを受けている現金ではあるが、警備会社内の機器により再度精査する。チェックの精度は入金機より高めに設定してあり、万一回収時に入金機から発行された回収ジャーナルと精査した金額に差異があった場合、警備会社にて精査した額が正となる。チェック後、銀行の口座（契約者の口座）に警備会社から入金される（オンラインによるデータ伝送機能付の入金機を使用した場合、現金入金を完了した翌日に現金が金庫カセット内にある場合でも、警備会社等から契約者の口座へ入金されるサービスもある）。

## 硬貨の利用
鉄道の駅等では硬貨が多く集まる傾向がある。逆に釣銭用に硬貨を多く準備したいという事業者もあるので、入金機の設置者（警備会社）では回収した硬貨を両替用に活用することもある。

## その他
入金機で回収するのは現金のみである。現金でも1000円以上の記念貨幣には対応していない。小切手や商品券が使用できる店舗の場合、売上げの中にそれらが混じることになるが、入金機には入れられない。通常は現金とは別に保管し、警備会社（入金機設置業者）が現金の回収にきたときに一緒に持っていってもらうという方法が取られることが多い。小切手は現金同様銀行口座に納金できるからである。しかし、商品券のように銀行に納金できないものは、警備会社は回収しないのが一般的である。